# Vs. System
Le Vs. System est un système de jeux vidéo aux salles d'arcade, créé par la société japonaise Nintendo en 1984, sur la base de la console de salon NES.

Logo du Vs. System

Logo alternatif du Vs. System

## Description

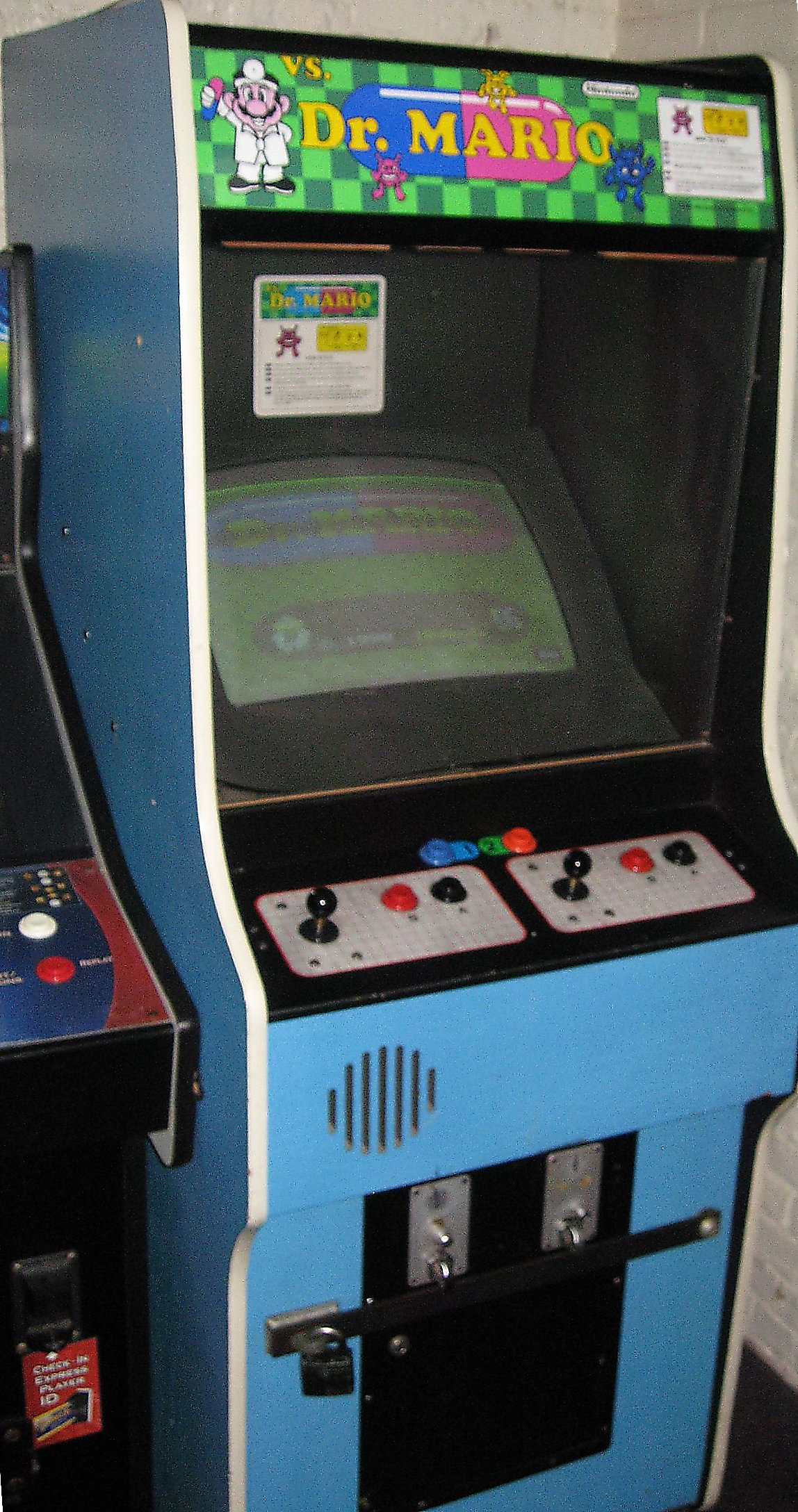
Borne Vs. Dr. Mario.

Comme le PlayChoice-10, le système Vs. System est basé sur du matériel déjà existant à l'époque, la Nintendo Entertainment System (NES).
Le Vs. System utilise un N2A03 (MOS Technology 6502 modifié par Ricoh). Le son utilise aussi un N2A03 avec des circuits DAC. Contrairement au Playchoice 10 qui utilisait un couple "carte mère et (pseudo) cartouche(s)", le Vs. System, utilisait une simple pcb, comportant un grand nombre de roms contenant les données du jeu, connectée à la carte mère. Cette pcb était fixe, et donc pas interchangeable. En accord avec les sources de MAME, il est nécessaire de préciser que quelques jeux ont bénéficié de plusieurs révisions de PPU.
Il existe par contre plusieurs différences entre le Playchoice 10 et le Vs. System. D'abord, le Vs. System n'utilisait pas de système de minuterie. Les jeux sont de véritables adaptations et modifications des jeux Nes en tant que jeux réels d'arcade, et pas seulement des portages. Ils comportaient des différences au niveau des graphismes, de la difficulté, ou des niveaux supplémentaires. Le Vs. System utilisait aussi des palettes de couleurs custom, alors que le Playchoice 10 utilisait des palettes standard. Sinon, tout le reste du matériel était identique, à part, le matériel spécifique, par exemple la borne, monnayeur ou boutons, bien entendu…
L'intérêt ou l'axe de développement pour ce système fut la confrontation entre deux joueurs. Le nom Vs. n'est pas là par hasard (vs pour versus). Pour réaliser ceci, Nintendo créa deux types de bornes Vs. System :
- le Vs. Unisystem : une borne verticale simple et classique[3].
- le VS. Dualsystem : une borne double où deux systèmes Vs., dans la même borne d'arcade, étaient branchés en réseau pour pouvoir jouer à deux joueurs[1],[4].

Une version face-à-face est également sortie, une sorte de borne cocktail.
Une grande quantité des jeux fut produite et développée par la société Namco. Ainsi, on peut parfois trouver le nom officieux de Namco Vs.
Les pcbs du Vs. System comportaient un slot permettant d'accueillir deux piles électriques de type AA LR6 de 1,5 volt, dont le but était de conserver, après le débranchement électrique, les high scores établis et enregistrés par les joueurs,.
Le Vs. System a également été commercialisé en tant que mise à jour (seulement les pcbs, sans les bornes). La version classique s'appelait Vs. UniKit, et Vs. DualPak pour la version duel du système.
Une assez grande quantité de jeux va sortir sur ce matériel, signe incontestable de succès, notamment au Japon. Notons que ce système n'a pas beaucoup été diffusé en France.

## Spécifications techniques

### Processeur

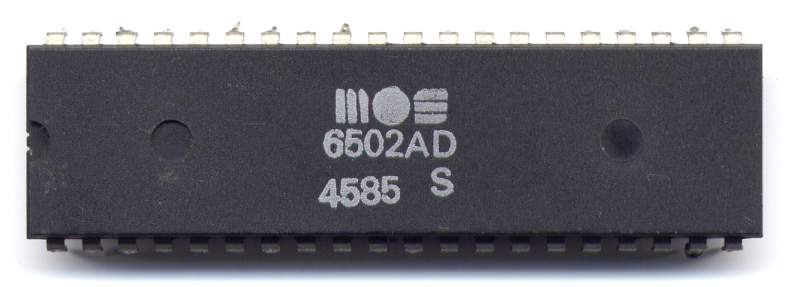
La technologie de la puce 6502 de MOS Technology a servi de base pour la fabrication par Ricoh du processeur central de la NES.

- N2A03 cadencé à 1,789 772 MHz 8 bits de Ricoh basé sur un cœur 6502 de MOS Technology modifié.
  - Version NTSC, nommée RP2A03, tournant à 1,79 MHz.
  - Mémoire RAM principale : 2 ko, (avec la possibilité d'en mettre plus sur la cartouche de jeu si nécessaire).

### Vidéo
N2A03 : processeur vidéo 8 bits de Ricoh modifié :
- Différences entre régions :
  - Version NTSC, nommée RP2C03, tournant à 5,37 MHz.
  - Version PAL, nommée RP2C07, tournant à 5,32 MHz.
- Mémoire vive : 2 ko (sans compter la mémoire morte et/ou vive présente dans les cartouches)
- Résolution d'affichage : 256x240 pixels.
- Palette de couleurs : 53 couleurs différentes, dont 5 niveaux de gris (palette non standard RVB).
- Couleurs affichables : 25 couleurs par scanline pour un total de 52 couleurs affichables à l'écran (avec 2 scanlines de 25 couleurs chacune), dont 25 couleurs pour le fond d'écran, 4 sets de 3 couleurs pour les sprites et 4 sets de 3 couleurs pour les tiles.
- Sprites pris en charge électroniquement (DMA) :
  - Nombre maximal de sprites à l'écran : 64.
  - Nombre maximal de sprites par scanline : 8.
  - Taille des sprites (taille globale pour tous les sprites à la fois) : 8x8 pixels ou 8x16 pixels.

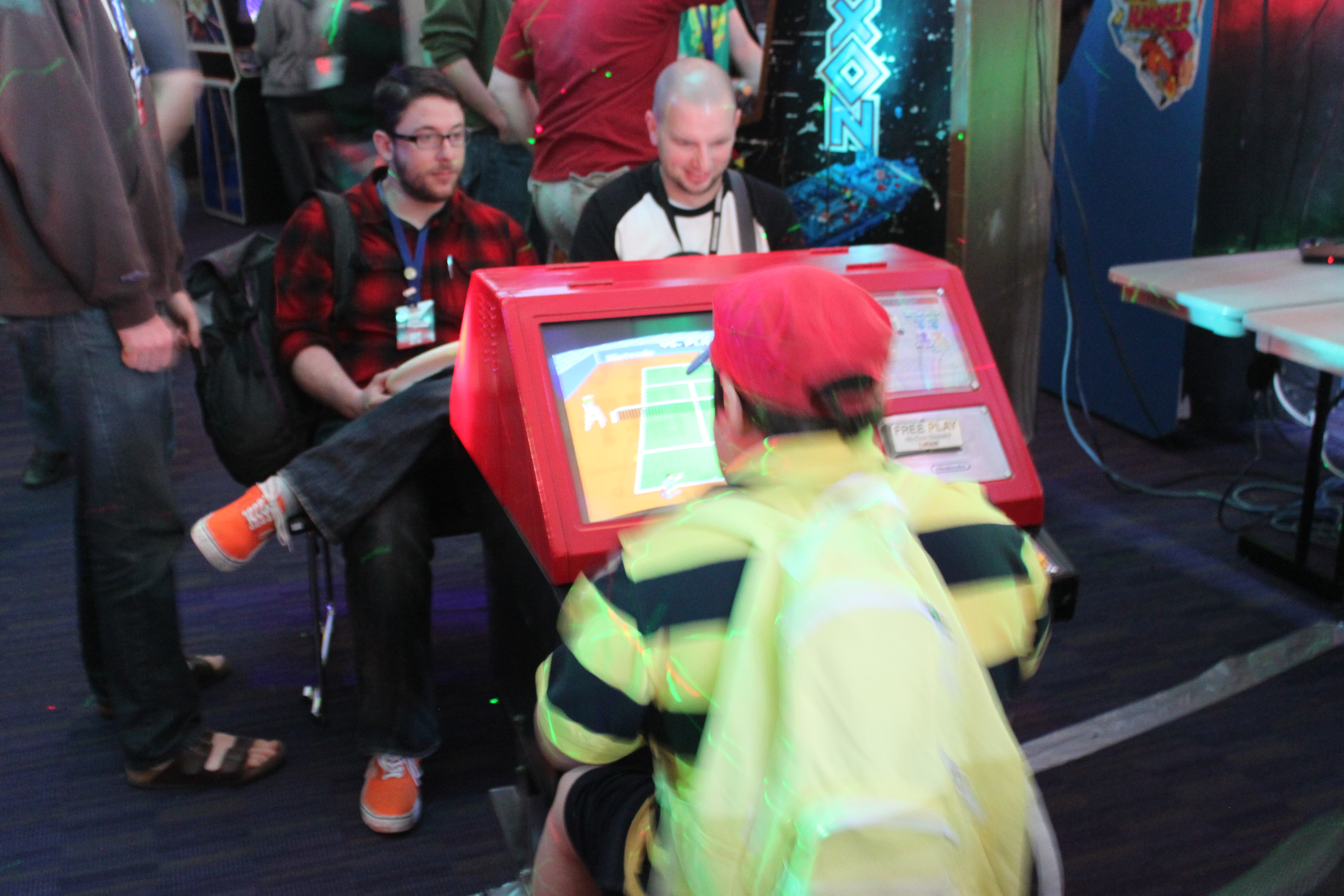
Dual System.

### Audio
- Audio intégré : son PSG spécifique, constitué de 5 canaux audio :
  - 2 canaux de forme d'onde « square » programmables (54 Hz - 28 kHz), 16 niveaux de volume, 4 valeurs de rapport cyclique différentes possibles (25 %, 50 %, 75 %, 87,5 %), possibilité de faire des glissando grâce au hardware.
  - 1 canal de forme d'onde « triangle » programmable (27 Hz - 56 kHz).
  - 1 canal de type bruit blanc (noise), programmable 16 niveaux de volume, 16 fréquences possibles, la longueur de la séquence-pseudo aléatoire peut être changée entre deux longueurs prédéfinies.
  - 1 canal delta-PCM, qui lit des échantillons audio codés en delta sur 1 bit, avec 16 fréquences d'échantillonnage possibles (4,2 kHz - 33,5 kHz). Il est également possible pour le programme d'écrire directement des valeurs 7-bits sur ce canal en temps réel.

## Liste des jeux
| Titre                            | Développeur   | Éditeur  | Système    | Genre | Date |
| -------------------------------- | ------------- | -------- | ---------- | ----- | ---- |
| Vs. Atari R.B.I. Baseball        | Namco         | Nintendo | Vs. System |       | 1986 |
| Vs. Babel no Tō                  | Namco         | Nintendo | Vs. System |       |      |
| Vs. Balloon Fight *              | Nintendo      | Nintendo | Vs. System |       | 1984 |
| Vs. BaseBall *                   | Nintendo      | Nintendo | Vs. System |       | 1984 |
| Vs. Battle City                  | Namco         | Nintendo | Vs. System |       | 1985 |
| Vs. Castlevania                  | Konami        | Nintendo | Vs. System |       | 1987 |
| Vs. Clu Clu Land                 | Nintendo      | Nintendo | Vs. System |       | 1984 |
| Vs. Dr. Mario                    | Nintendo      | Nintendo | Vs. System |       | 1990 |
| Vs. Duck Hunt                    | Nintendo      | Nintendo | Vs. System |       | 1985 |
| Vs. Excitebike                   | Nintendo      | Nintendo | Vs. System |       | 1984 |
| Vs. Family Boxing                | Namco         | Nintendo | Vs. System |       |      |
| Vs. Family Stadium '87           | Namco         | Nintendo | Vs. System |       | 1987 |
| Vs. Family Stadium '88           | Namco         | Nintendo | Vs. System |       | 1988 |
| Vs. Family Tennis                | Namco         | Nintendo | Vs. System |       |      |
| Vs. Freedom Force                | Sunsoft       | Nintendo | Vs. System |       | 1988 |
| Vs. Gradius                      | Konami        | Nintendo | Vs. System |       | 1986 |
| Vs. Golf                         | Nintendo      | Nintendo | Vs. System |       | 1984 |
| Vs. Gumshoe                      | Nintendo      | Nintendo | Vs. System |       | 1986 |
| Vs. Hogan's Alley                | Nintendo      | Nintendo | Vs. System |       | 1985 |
| Vs. Ice Climber *                | Nintendo      | Nintendo | Vs. System |       | 1984 |
| Vs. Ice Climber Dual             | Nintendo      | Nintendo | Vs. System |       | 1984 |
| Vs. Mach Rider                   | Nintendo      | Nintendo | Vs. System |       | 1985 |
| Vs. Madoula no Tsubasa           | Sunsoft       | Nintendo | Vs. System |       |      |
| Vs. Mahjang *                    | Nintendo      | Nintendo | Vs. System |       | 1984 |
| Vs. Mighty Bomb Jack             | Tecmo         | Nintendo | Vs. System |       | 1986 |
| Vs. Ninja Jajamaru Kun           | Jaleco        | Nintendo | Vs. System |       | 1985 |
| Vs. Pinball                      | Nintendo      | Nintendo | Vs. System |       | 1984 |
| Vs. Platoon                      | Sunsoft       | Nintendo | Vs. System |       | 1987 |
| Vs. Pro Yakyū Family Stadium     | Namco         | Nintendo | Vs. System |       | 1986 |
| Vs. Quest of Ki                  | Namco         | Nintendo | Vs. System |       |      |
| Vs. Raid on Bungeling Bay        | Nintendo      | Nintendo | Vs. System |       | 1985 |
| Vs. Skate Kids                   | Two-Bit Score | Nintendo | Vs. System |       |      |
| Vs. Slalom                       | Rare          | Nintendo | Vs. System |       | 1986 |
| Vs. Soccer                       | Nintendo      | Nintendo | Vs. System |       | 1985 |
| Vs. Star Luster                  | Namco         | Nintendo | Vs. System |       | 1985 |
| Vs. Stroke & Match Golf (Ladies) | Nintendo      | Nintendo | Vs. System |       | 1984 |
| Vs. Stroke & Match Golf (Men)    | Nintendo      | Nintendo | Vs. System |       | 1984 |
| Vs. Super Chinese                | Culture Brain | Nintendo | Vs. System |       | 1988 |
| Vs. Super Mario Bros.            | Nintendo      | Nintendo | Vs. System |       | 1986 |
| Vs. Super SkyKid                 | Namco         | Nintendo | Vs. System |       | 1985 |
| Vs. Super Xevious                | Namco         | Nintendo | Vs. System |       | 1986 |
| Vs. Tennis *                     | Nintendo      | Nintendo | Vs. System |       | 1984 |
| Vs. Tetris                       | Atari Games   | Tengen   | Vs. System |       | 1987 |
| Vs. The Goonies                  | Konami        | Nintendo | Vs. System |       | 1986 |
| Vs. TKO Boxing                   | Namco         | Nintendo | Vs. System |       | 1987 |
| Vs. Top Gun                      | Konami        | Nintendo | Vs. System |       | 1987 |
| Vs. Trojan                       | Capcom        | Nintendo | Vs. System |       | 1987 |
| Vs. Urban Champion               | Nintendo      | Nintendo | Vs. System |       | 1984 |
| Vs. Volleyball                   | Nintendo      | Nintendo | Vs. System |       | 1986 |
| Vs. Walkure no Bouken            | Namco         | Nintendo | Vs. System |       |      |
| Vs. Wrecking Crew *              | Nintendo      | Nintendo | Vs. System |       | 1984 |
| Vs. Wild Gunman                  | Nintendo      | Nintendo | Vs. System |       | 1984 |
| Vs. Xevious                      | Namco         | Nintendo | Vs. System |       | 1984 |

* Vs. DualSystem